# Jack Davenport
Jack Arthur Davenport (ur. 1 marca 1973 w Suffolk) – brytyjski aktor filmowy i telewizyjny szkockiego i kanadyjskiego pochodzenia. Znany z występu w serialu This Life i roli komodora Norringtona z serii filmów Piraci z Karaibów, a także hollywoodzkich produkcji: Utalentowany pan Ripley, FlashForward: Przebłysk jutra i Smash.

## Życiorys

### Wczesne lata
Urodził się w Suffolk (choć niektóre źródła podają Wimbledon), w regionie East of England, jako syn irlandzkiej aktorki Marii Aitken i brytyjskiego aktora Nigela Davenporta. Jego wujek Jonathan Aitken to brytyjski polityk, członek Partii Konserwatywnej. Jego rodzice rozwiedli się, kiedy miał siedem lat, po czym został wysłany do niezależnej Dragon School w Oksfordzie, ponieważ jego rodzice nie chcieli, aby zaangażował się w postępowanie rozwodowe. Następnie udał się do Cheltenham College, niezależnej szkoły z internatem dla chłopców (obecnie koedukacyjnej), w uzdrowiskowej miejscowości Cheltenham w Gloucestershire, w zachodniej Anglii, a następnie uczył się aktorstwa w British American Drama Academy w Londynie.

### Kariera
Davenport początkowo nie planował zostać aktorem. Jednak poszedł w ślady swoich rodziców, gdy rok po ukończeniu Cheltenham College, reżyser z Clwyd Theatr Cymru był pod wrażeniem jego występu na letnim kursie teatralnym i poprosił Davenporta, by pracował dla niego. W wieku 18 lat był w Walii, wykonując części w Hamlecie, gdzie zaprzyjaźnił się z Rhysem Ifansem.
Studiował na wydziale literatury i filmu na Uniwersytecie Wschodniej Anglii. Debiutował na ekranie rolą opiekuna ZOO w komedii ze scenariuszem Johna Cleese’a Lemur zwany Rollo (Fierce Creatures, 1997). Jego pierwszą ważną rolą był jednak wykształcony adwokat ze szkoły publicznej Miles Stewart w serialu BBC This Life (1996).
W dramacie kryminalnym Anthony’ego Minghelli Utalentowany pan Ripley (The Talented Mr. Ripley, 1999) zagrał postać homoseksualnego Petera Smitha-Kingsleya zainteresowanego tytułowym Tomem Ripleyem (Matt Damon). Z kolei w filmie Gore Verbinski Piraci z Karaibów: Klątwa Czarnej Perły (Pirates of the Caribbean: The Curse of the Black Pearl, 2003) wystąpił jako komodor James Norrington, partner Elizabeth Swann (Keira Knightley).
W 2001 był producentem wykonawczym filmu Subterrain.
1 maja 2000 ożenił się z Michelle Gomez. Mają syna Harry’ego (ur. 2010).

## Filmografia

### Filmy kinowe
- 1997: Lemur zwany Rollo (Fierce Creatures) jako student, opiekun w zoo
- 1998: Mądrość krokodyli (Wisdom of the Crocodiles) jako sierżant Roche
- 1998: Opowieść o mumii (Tale of the Mummy) jako detektyw Bartone
- 1999: Utalentowany pan Ripley (The Talented Mr. Ripley) jako Peter Smith-Kingsley
- 2000: Offending Angels jako Rory
- 2001: Not Affraid, Not Affraid jako Michael
- 2001: Cyganka (Gypsy Woman) jako Leon
- 2001: Subterrain jako biznesmen
- 2001: Look (film krótkometrażowy) jako Stanley
- 2001: Bunkier SS (The Bunker) jako kapral Ebert
- 2003: Piraci z Karaibów: Klątwa Czarnej Perły (Pirates of the Caribbean: The Curse of the Black Pearl) jako komodor James Norrington
- 2004: Terrible Kisses (film krótkometrażowy) jako mężczyzna
- 2004: Rozpustnik (The Libertine) jako Harris
- 2005: Pretty Man, czyli chłopak do wynajęcia (The Wedding Date) jako Edward Fletcher-Wooten
- 2006: Piraci z Karaibów: Skrzynia umarlaka (Pirates of the Caribbean: Dead Man's Chest) jako James Norrington
- 2007: Piraci z Karaibów: Na krańcu świata (Pirates of the Caribbean: At World's End) jako admirał James Norrington
- 2009: Radio na fali (The Boat That Rocked) jako Twatt
- 2011: The Key Man jako Bobby
- 2014: Kingsman: Tajne służby (Kingsman: The Secret Service) jako Lancelot

### Filmy TV
- 1997: The Moth jako Robert Bradley
- 1998: Makbet (Macbeth) jako Malcolm
- 1998: Ultraviolet jako detektyw Michael Colefield
- 2000: Tajemnica Wyvern (The Wyvern Mystery) jako Harry Fairfield
- 2002: The Real Jane Austen jako Henry Austen
- 2002: Dickens jako Charley, syn Dickensa
- 2003: Eroica jako książę Franz Lobkowitz
- 2007: This Life + 10 jako Miles Stewart

### Seriale TV
- 1996–1997: This Life jako Miles Stewart
- 2000–2004: Każdy z każdym (Coupling) jako Steve Taylor
- 2004: Panna Marple: Noc w bibliotece (Marple: The Body in the Library) jako nadinspektor Harper
- 2004: Deadwood jako Jack
- 2005: Niesamowita podróż (Mary Bryant) jako porucznik Ralph Clarke
- 2008: Imprezowo (Swingtown) jako Bruce Miller
- 2009–2010: FlashForward: Przebłysk jutra jako Lloyd Simcoe
- 2012–2013: Smash jako Derek Wills
- 2014: Żona idealna (The Good Wife) jako Frank Asher
- 2016: Świat według Mindy (The Mindy Project) jako Leland Breakfast
- 2018: Iluzja (Deception) jako Sebastian Black